# Jack Youngblood
Pour les articles homonymes, voir Youngblood.
College Football Hall of Fame 1992
Pro Football Hall of Fame 2001
(en) Statistiques sur pro-football-reference
Herbert Jackson Youngblood, III, né le 26 janvier 1950 à Jacksonville, est un joueur américain de football américain.
Ce defensive end a joué pour les Rams de Los Angeles (1971–1984) en National Football League (NFL).